# Crocidura bottegoides
Crocidura bottegoides és una espècie de musaranya pertanyent a la família dels sorícids.
Viu en un territori de menys de 500 km² i a 2.400-3.280 m d'altitud.
Es troba a Etiòpia.
Les seves principals amenaces són els incendis i la recollida de llenya per part dels pobladors locals i grups d'insurgents a les muntanyes de Bale.